# Ателькуза и Леведия

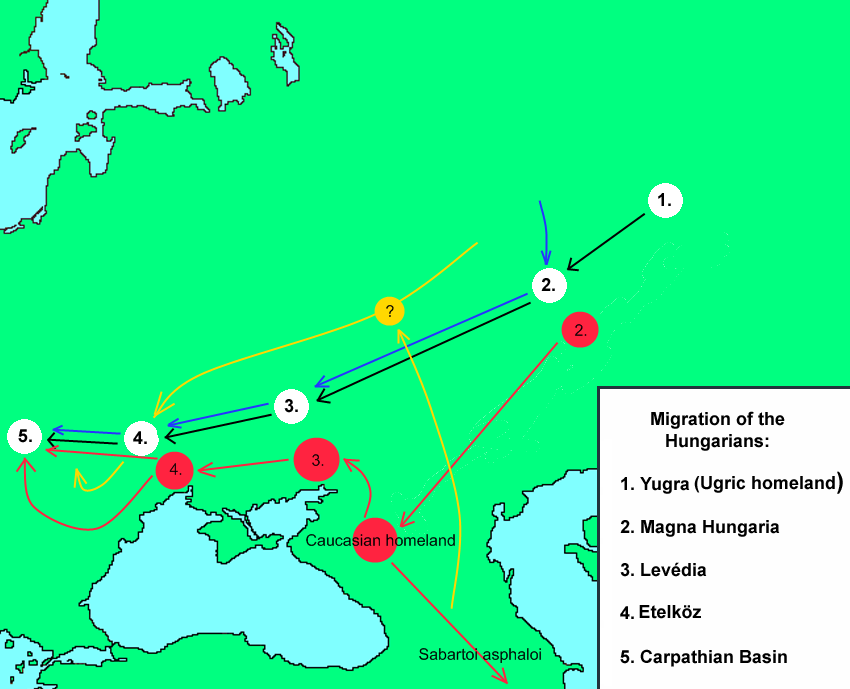
Карта миграции угров с Урала в Паннонию через Великую степь

Ательку́за и Леведия (венг. Etelköz és Levédia) — исторические области расселения древневенгерской конфедерации племён во время их миграции из неизвестной прародины (Великая Венгрия) в Паннонию (современная Венгрия). Их расположение и время существования являются предметом дискуссий в историографии.
Леведия или Лебедия (греч. Λεβεδία), упоминаемая в трактате X века «Об управлении империей», обычно локализуется степями Дона и северным побережьем Азовского моря.
Ателькуза (венг. Etelköz, собственно «Этелкёз», «Этел» либо «Кузу», букв. «междуречье») локализована Днестро-Днепровским междуречьем (в пределах Киевской, Житомирской, Винницкой, Кировоградской, Хмельницкой и Одесской областей). Заселение венграми Леведии могло произойти в течение VIII века. Прежде на этой территории кочевали тюркоязычные булгары и сохранялось аланское земледельческое население, причем территория к западу от Днепра признавала власть хана дунайских болгар Крума, а к востоку — хазарского кагана. По другой версии, Ателькуза означает «верховье Атиля (Волги)» — согласно средневековой географической традиции, в районе реки Белая.

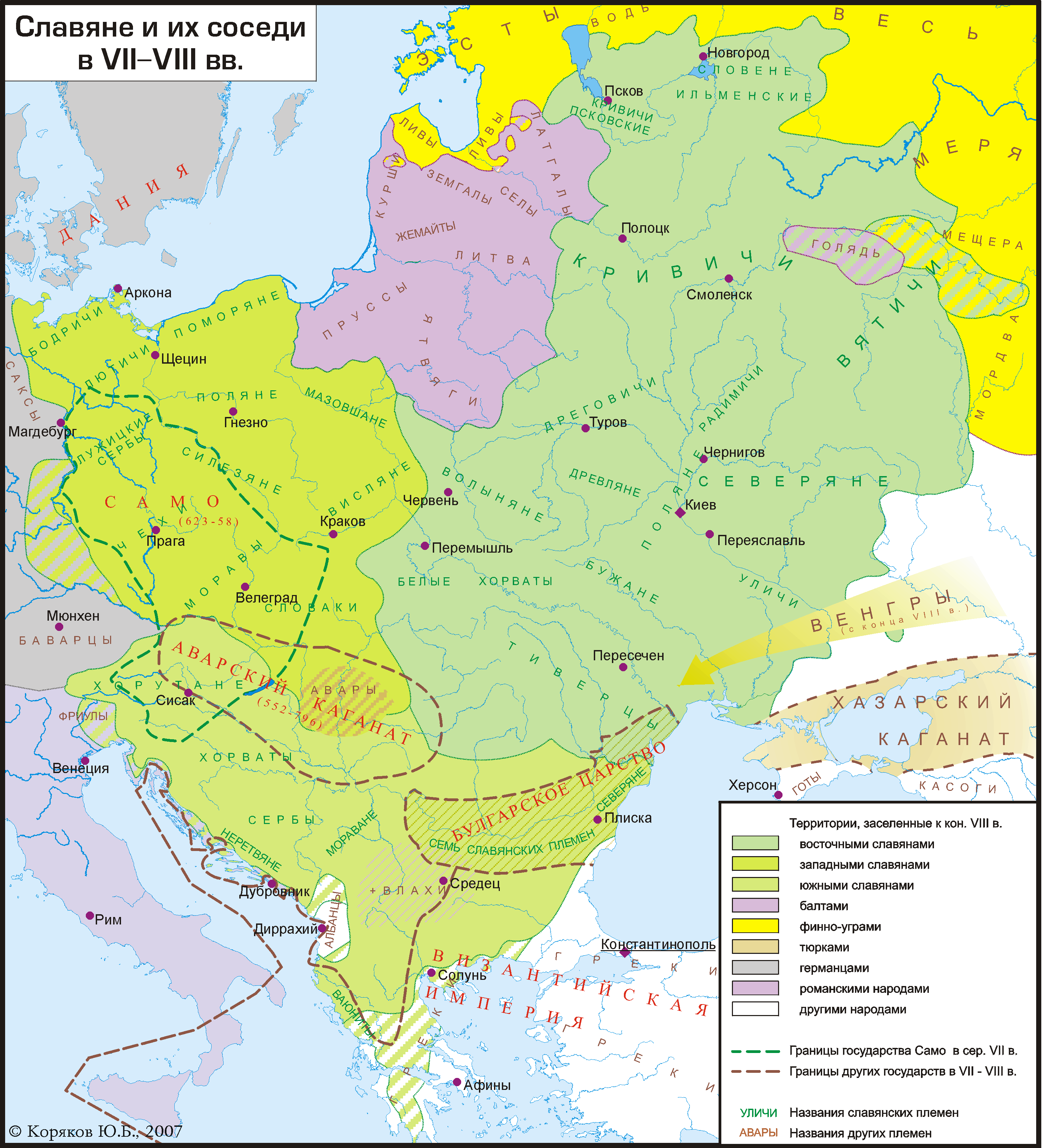
Венгры в Приазовье в VIII веке

Согласно византийским источникам, венгры поселились в Леведии как союзники хазарского кагана, поэтому территория Леведии на исторических картах обыкновенно включается в состав Хазарии. Сам топоним Леведия может быть связан с именем венгерского военачальника Леведий. В 820-е годы венгры заселяют пространства на правом берегу Днепра, прежде занимавшиеся внутренними булгарами. В 889 году венгры под натиском печенегов покидают Леведию в направлении Ателькузы.
Печенеги заключили союз с болгарским царём Симеоном и, воспользовавшись тем, что угры отправились в поход, в 895 году ворвались в Ателькузу и перебили всех поголовно женщин, детей и стариков. Вернувшись из похода, венгры нашли свою землю «пустынной и разорённой», а пастбища — занятыми врагом. Убедившись, что им уже не справиться с печенегами, венгры пошли на запад, мимо Аскольдовой могилы (где установлена стела в память о переселении венгров).
Летописец Руси так описывает это событие: «Идоша Угре мимо Киев горою… и пришедше к Днепру, сташа вежами». Очевидно, они попытались задержаться здесь, но по каким-то причинам двинулись в 896 году дальше: через Карпаты в Подунавье, дойдя с боями до Паннонии, где они разгромили Великую Моравию.